# Інчиліум (Вашингтон)
Інчиліум (англ. Inchelium) — переписна місцевість (CDP) в США, в окрузі Феррі штату Вашингтон. Населення — 431 особа (2020).

## Географія
Інчиліум розташований за координатами 48°21′36″ пн. ш. 118°14′33″ зх. д. / 48.36000° пн. ш. 118.24250° зх. д. (48.360081, -118.242384).  За даними Бюро перепису населення США в 2010 році переписна місцевість мала площу 68,55 км², з яких 68,45 км² — суходіл та 0,10 км² — водойми.

### Клімат
| Клімат : Інчиліум                        | Клімат : Інчиліум | Клімат : Інчиліум | Клімат : Інчиліум | Клімат : Інчиліум | Клімат : Інчиліум | Клімат : Інчиліум | Клімат : Інчиліум | Клімат : Інчиліум | Клімат : Інчиліум | Клімат : Інчиліум | Клімат : Інчиліум | Клімат : Інчиліум | Клімат : Інчиліум |
| Показник                                 | Січ.              | Лют.              | Бер.              | Квіт.             | Трав.             | Черв.             | Лип.              | Серп.             | Вер.              | Жовт.             | Лист.             | Груд.             | Рік               |
| Абсолютний максимум, °C                  | 12,2              | 15,0              | 22,8              | 29,4              | 33,9              | 36,7              | 39,4              | 40,6              | 36,1              | 27,2              | 16,7              | 14,4              | 40,6              |
| Середній максимум, °C                    | 0,3               | 4,5               | 9,4               | 15,7              | 21,4              | 25,4              | 29,9              | 29,5              | 23,8              | 14,7              | 5,8               | 1,5               | 15,2              |
| Середній мінімум, °C                     | −7,8              | −5,8              | −3,6              | 0,3               | 4,2               | 7,7               | 9,3               | 8,7               | 5,3               | 0,9               | −2,7              | −5,9              | 0,9               |
| Абсолютний мінімум, °C                   | −32,2             | −26,7             | −21,7             | −7,2              | −6,7              | −0,6              | −0,6              | 0,0               | −3,9              | −8,9              | −18,3             | −28,9             | −32,2             |
| Норма опадів, мм                         | 57                | 38                | 36                | 28                | 34                | 24                | 12                | 17                | 23                | 31                | 59                | 68                | 426               |
| Днів з опадами                           | 12                | 8                 | 8                 | 7                 | 8                 | 7                 | 3                 | 4                 | 5                 | 7                 | 12                | 13                | 94,0              |
| ---------------------------------------- | ----------------- | ----------------- | ----------------- | ----------------- | ----------------- | ----------------- | ----------------- | ----------------- | ----------------- | ----------------- | ----------------- | ----------------- | ----------------- |
| Джерело: Western Regional Climate Center |                   |                   |                   |                   |                   |                   |                   |                   |                   |                   |                   |                   |                   |

## Демографія
Згідно з переписом 2010 року, у переписній місцевості мешкало 409 осіб у 157 домогосподарствах у складі 103 родин. Густота населення становила 6 осіб/км².  Було 175 помешкань (3/км²).
Расовий склад населення:
| - 78,5 % — корінних американців - 14,2 % — білих - 0,2 % — вихідців з тихоокеанських островів - 1,5 % — осіб інших рас |

До двох чи більше рас належало 5,6 %. Частка іспаномовних становила 5,1 % від усіх жителів.
За віковим діапазоном населення розподілялося таким чином: 27,4 % — особи молодші 18 років, 57,7 % — особи у віці 18—64 років, 14,9 % — особи у віці 65 років та старші. Медіана віку мешканця становила 37,7 року. На 100 осіб жіночої статі у переписній місцевості припадало 113,0 чоловіків;  на 100 жінок у віці від 18 років та старших — 109,2 чоловіків також старших 18 років.
Середній дохід на одне домашнє господарство  становив 36 097 доларів США (медіана — 31 250), а середній дохід на одну сім'ю — 43 946 доларів (медіана — 37 778). За межею бідності перебувало 33,2 % осіб, у тому числі 47,6 % дітей у віці до 18 років та 17,7 % осіб у віці 65 років та старших.
Цивільне працевлаштоване населення становило 146 осіб. Основні галузі зайнятості: освіта, охорона здоров'я та соціальна допомога — 54,1 %, публічна адміністрація — 17,1 %, сільське господарство, лісництво, риболовля — 7,5 %, транспорт — 4,8 %.